# 非部
非部，為漢字索引中的部首之一，康熙字典214個部首中的第一百七十五個（八劃的則為第九個）。在傳統漢字與中文簡化字中，其都被歸為八劃部首。非部只以上方、下方為部字。且無其他部首可用者將部首歸為非部。

## 部首單字解釋
1.ㄈㄟ/fēi，①不是 ②不、沒有 ③不合 ④過失、違反道理的事，即壞事 ⑤反對 ⑥無 ⑦姓 ⑧指責 ⑨和不連用，強調一定要 ⑩不好的、不同的
2.ㄈㄟˇ/fěi，誹謗、詆毀，通誹。

## 字形

甲骨文
金文
小篆

## 字例
（依Unicode排名）
| 除部首外之筆劃 | 字例   |
| -------------- | ------ |
| 0              | 非     |
| 3              | 䨽䨾𩇫 |
| 4              | 䨿靟   |
| 7              | 䩀靠   |
| 11             | 靡     |
| 12             | 䩁     |
| 18             | 𩈂     |